# International Diving Educators Association
Die International Diving Educators Association (IDEA) ist ein internationaler Tauchverband, der 1952 in den USA gegründet wurde. IDEA Europe ist Mitglied im RSTC Europe.

## Geschichte
IDEA entstand ursprünglich 1952 als Ausbildungsprogramm innerhalb der US-amerikanischen Marine. In den späten 1970er-Jahren entwickelte sich daraus eine zivile Organisation, die ihre Ausbildungsstandards international öffnete und den Verband unter dem Namen IDEA offiziell registrierte. Seitdem ist IDEA weltweit aktiv, vor allem in Nordamerika, Europa und Teilen Asiens.

## Ausbildungssystem
IDEA bietet ein breites Spektrum an Tauchkursen, das von Einsteigerkursen wie dem Open Water Diver bis hin zu professionellen Ausbildungsstufen wie dem Divemaster und Tauchlehrerausbilder reicht. Das Ausbildungssystem basiert auf internationalen Standards und umfasst sowohl theoretische als auch praktische Inhalte.

## Anerkennung und Verbreitung
IDEA-Zertifikate sind international anerkannt und ermöglichen es Tauchern, weltweit an geführten Tauchgängen teilzunehmen oder weiterführende Kurse bei anderen Verbänden zu absolvieren. In Deutschland ist IDEA weniger verbreitet als Organisationen wie PADI, SSI oder CMAS, wird jedoch weiterhin von einigen unabhängigen Tauchschulen und Instruktoren genutzt.